# Wippingen
Wippingen ist eine Gemeinde der Samtgemeinde Dörpen im Landkreis Emsland in Niedersachsen.
Die Gemeinde, die sich auf 16,54 km² Fläche erstreckt, hat 974 Einwohner (Stand 2020). Sie ist landwirtschaftlich geprägt, viele Einwohner sind als Pendler in der Industrie sowie im Dienstleistungssektor beschäftigt.

## Geografie

### Geografische Lage
Wippingen liegt im nordwestlichen Teil des Emslandes, etwa zehn Kilometer nordwestlich der Geesthügel des Hümmling. Die Gemeinde befindet sich etwa sieben Kilometer östlich der Ems, rund 17 Kilometer südlich von Papenburg und rund 25 Kilometer nördlich von Meppen.
Durch den Nordteil des Gemeindegebiets verläuft die Nordschleife der ehemaligen Transrapid-Versuchsanlage Emsland.

### Gemeindegliederung
Die Gemeinde Wippingen besteht aus dem gleichnamigen Kernort und Strotburg, ihrem kleinen nördlichen Ortsteil.

## Geologie und Landschaftsbild
Das ebene Gemeindegebiet besteht teils aus eiszeitlichen Sandböden, teils aus kultiviertem Moor, das über die Fließgewässer Wippinger Dever und Haar-Dever (an der Grenze zu Neubörger im Nordosten) entwässert wird.

### Nachbargemeinden
Nachbargemeinden sind im Norden die Gemeinden Dörpen und Neubörger, im Osten die Gemeinden Börger und  Werpeloh in der Samtgemeinde Sögel, im Süden die Gemeinde Renkenberge in der Samtgemeinde Lathen und im Westen die Gemeinde Kluse in der Samtgemeinde Dörpen.

## Namensherkunft
ing, ingen bedeutet: herkommend, abstammend von ...‚ scheint aber auch für Häusergruppen verwendet worden zu sein. Wippingen wohl von Wübbe, Kosename für Willibald, was sich auch in Süddeutschland und der Schweiz findet.

## Geschichte
Wippingen wurde erstmals 1534 im Pflugschatzungs-Register als burschop tor Wyppinge genannt (Wippingen West); im gleichen Jahr wurden zwei Höfe tor wyppinge in den Renten- und Erbschatzungslisten des Emslandes unter „Hymelingen Werplo Burschop“ (wörtlich: „Hümmling, Bauerschaft Werpeloh“, dem nächstgelegenen Dorf) aufgeführt (Wippingen Ost). Die damals bestehende und vermutlich weit ältere Zweiteilung des Siedlungsgebiets mit der Zugehörigkeit zu unterschiedlichen Gerichts- und Amtsbezirken bzw. Kirchspielen sowie – später – Landkreisen blieb über Jahrhunderte bestehen. Sowohl im Kreis Aschendorf als auch im Kreis Hümmling existierte bis 1932 eine Gemeinde Wippingen. Nach der Bildung des Landkreises Aschendorf-Hümmling erhielten die beiden Gemeinden zur Unterscheidung die Namen Ostwippingen bzw. Westwippingen. Am 1. Oktober 1939 wurden Ostwippingen und Westwippingen zur heutigen Gemeinde Wippingen zusammengeschlossen.

## Kirchspiel
Kirchlich gehörte Wippingen West zur Pfarrei Steinbild, Wippingen Ost zum Kirchspiel Sögel. Am 1. April 1911 wurde die Kapellengemeinde zur Kuratie erhoben. Karl der Große als Patron der 1843 erbauten Kirche wurde 1952 vom hl. Bartholomäus abgelöst.

## Politik

### Gemeinderat
Der Gemeinderat in Wippingen setzt sich aus 8 Ratsmitgliedern zusammen. Ihm gehören nach der Kommunalwahl am 12. September 2021 zwei Parteien an.
- CDU – 6 Sitze
- Wippinger Liste (WL) – 2 Sitz

### Bürgermeister
- 1961–1986: Hermann Gerdes
- 1986–1996: Georg Kuper
- 1996–2006: Hermann Hackmann
- 2006–2021: Hermann Gerdes
- seit 2021: Martin Hempen

Der ehrenamtliche Bürgermeister Martin Hempen (CDU) wurde am 3. November 2021 mit 6 Stimmen und 2 gegen Stimmen gewählt.
Erste Stellvertreterin wurde mit sechs Ja-Stimmen und zwei Enthaltungen Marlies Berling (CDU).

### Wappen
In Rot ein goldenes schräggestelltes Windmühlen-Flügelkreuz, bewinkelt oben von einem goldenen gleicharmigen Kreuz, unten von einer goldenen Ähre (Entwurf und Ausführung: Dr. Ulf-Dietrich Korn, Münster, 1998).
Die Pfarrkirche, hier vertreten durch ein einfaches Kreuz, und die Windmühle, dargestellt nur durch ihr charakteristisches Flügelkreuz, sind die wichtigsten Elemente des Wappens, ergänzt durch die Ähre als Sinnbild für die im Gemeindegebiet vorherrschende Landwirtschaft. Die Ähre verweist zudem auf die Zugehörigkeit zur Samtgemeinde Dörpen, die unter anderem eine Korngarbe im Wappen führt; eine einzelne Ähre steht entsprechend auch im Wappen der Gemeinde Dörpen.
Rot und Gold sind die Wappenfarben des alten Hochstifts Münster, zu dessen Niederstift das Gemeindegebiet bis zum Ende des alten Reiches 1803 gehörte.

## Kultur und Sehenswürdigkeiten

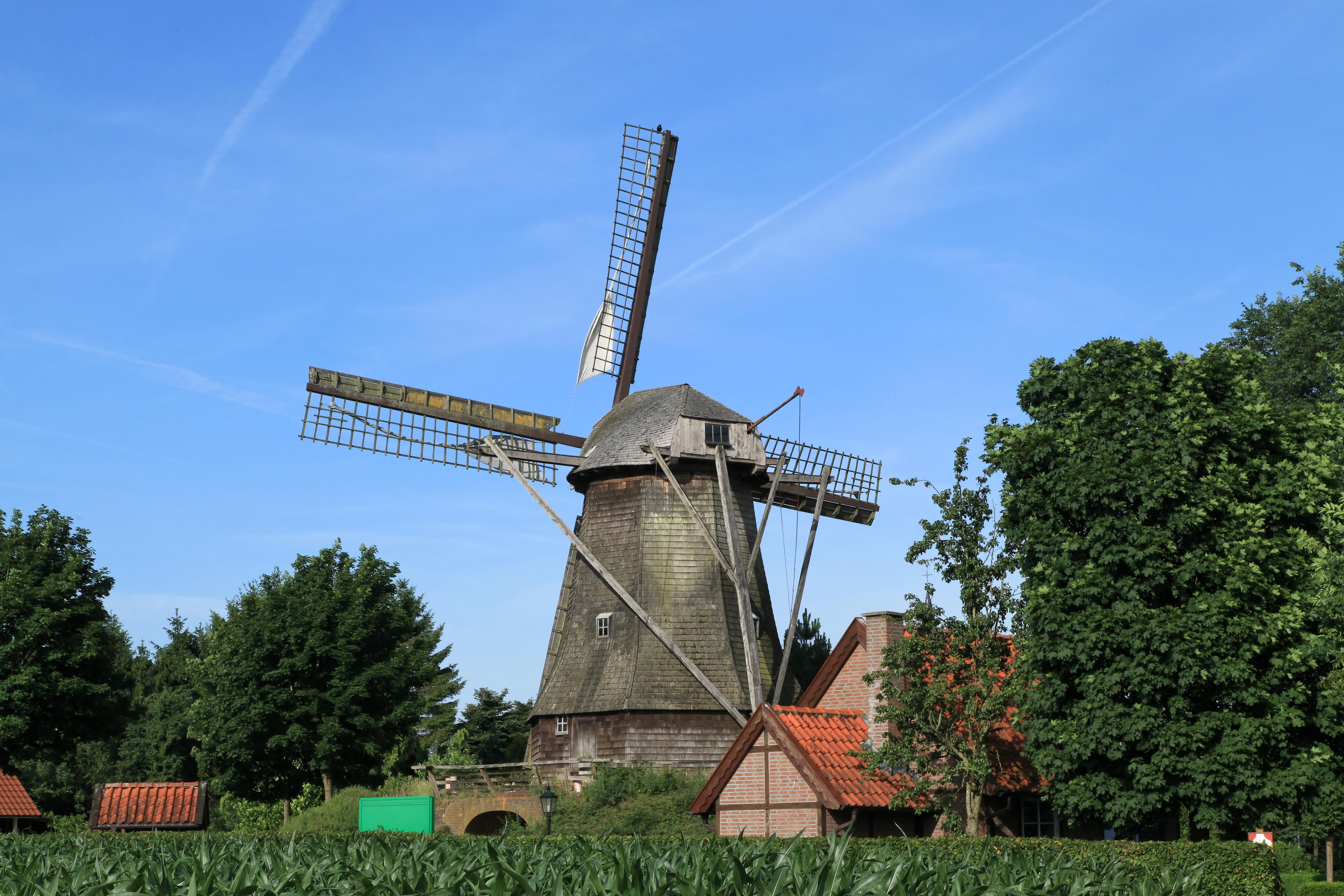
Windmühle Wippingen

Im Ortskern gibt es zwei markante Bauten. Dies sind der 1896 erhöhte Turm der Kirche St. Bartholomäus und die 1860 für eine Interessenten-Gemeinschaft aus beiden Ortsteilen errichtete Holländer-Durchfahrtsmühle. Sie war seit 1937 stillgelegt, ging 1979 in den Besitz der Gemeinde über und wurde nach der Restaurierung 1981 dem Heimat- und Verkehrsverein Aschendorf-Hümmling zur weiteren Nutzung und Instandhaltung übergeben.
Außerdem ist die 2011 stillgelegte Transrapid-Versuchsanlage Emsland sehenswert, deren Nordschleife durch den Nordteil des Gemeindegebiets verläuft.

## Wirtschaft und Infrastruktur

### Wirtschaft
Schon die frühen Viehschatzungslisten (zum Beispiel von 1545) belegen einen hohen Viehbestand bei geringen Ackerflächen. Weide- und Hutewirtschaft mit Rindern bzw. Schafen waren und sind die vorherrschenden Betriebsformen, doch war im 19. Jahrhundert der Anteil an Getreideanbau immerhin so groß, dass zwischen 1860 und 1887 zwei Kornmühlen betrieben werden konnten.

### Verkehr
Drei Kilometer westlich von Wippingen führt die Bundesstraße 70 (Papenburg – Meppen) vorbei.

## Persönlichkeiten
- Heinrich Schniers (* 25. März 1880 in Wippingen; † 30. August 1942 im KZ Dachau), katholischer Geistlicher, Pfarrer in Leer, Opfer des Nationalsozialismus